# Оби-Уан Кеноби
Оби-Уан „Бен“ Кеноби (на английски: Obi-Wan „Ben“ Kenobi) е един от главните герои на поредицата „Междузвездни войни“, джедай, който заедно с учителя Йода оцелява след заповед 66. По един или друг начин той се появява във всичките 6 епизода от сагата. Ролята на Оби-Уан Кеноби се изпълнява от Алек Гинес в епизоди IV – VI и Юън Макгрегър в епизоди I – III.
Той води отшелнически живот и посвещава Люк Скайуокър в джедайското изкуство. В епизоди I до III се появява като млад джедай. Той е добър, мъдър и търпелив. Обучавал е Анакин Скайуокър, известен още като Дарт Вейдър – бащата на Люк Скайуокър и принцеса Лея. Негов учител и ментор е Куай-Гон Джин, като правилото за това, че ученика изпреварва учителя си, важи в пълна сила. В Епизод I Оби-Уан Кеноби побеждава Дарт Мол, ситски лорд, който преди това убива Куай-Гон Джин. Оби-Уан загива в Епизод IV, но дори след това Люк има способността да комуникира с него.
Много хора смятат Оби-Уан Кеноби за най-силния сред джедаите, тъй като никога не е губил битка. В епизод 3 той казва на Анакин, че го е имал за брат но той е избрал черната страна. Въпреки това решава до го остави до вулкана, вместо да го убие направо. Впоследствие Анакин е спасен.